# 新渡戸記念庭園

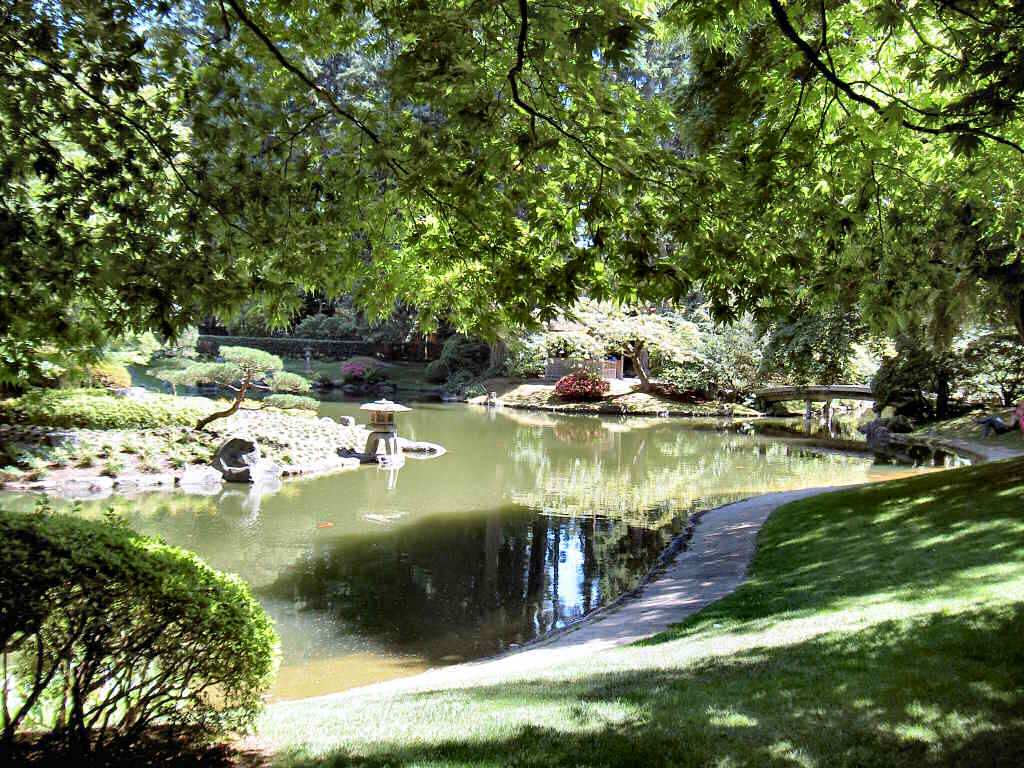
新渡戸記念庭園

新渡戸記念庭園（にとべきねんていえん、Nitobe Memorial Garden）は、カナダ・ブリティッシュコロンビア州のバンクーバーにある日本庭園。ブリティッシュコロンビア大学のキャンパス内にあり、同大学の植物園 (UBC Botanical Garden and Centre for Plant Research) の一部を構成する。1933年に同州ビクトリアで客死した新渡戸稲造を記念したもので、北米に所在する日本庭園の中で高く評価されているものの一つである。

## 概要
庭園の面積は約1ha、直角三角形状の敷地を持ち、池泉回遊式庭園と、茶室「一望庵」を持つ茶庭からなる。海に近いキャンパス西部に位置し、周辺にはUBC人類学博物館、アジアン・センター、留学生居住区がある。
日本庭園の造園は、ブリティッシュコロンビア大学庭園委員会によって決定され、1959年から1960年に造園が行われた。設計施工にあたったのは、日本国外で多くの日本庭園を手掛けていた森歓之助（元千葉高等園芸学校教授）である。この庭園は、1960年に急逝した森が設計した最後の作品となった。
2009年7月には明仁天皇と皇后美智子（いずれも当時）が訪れている。

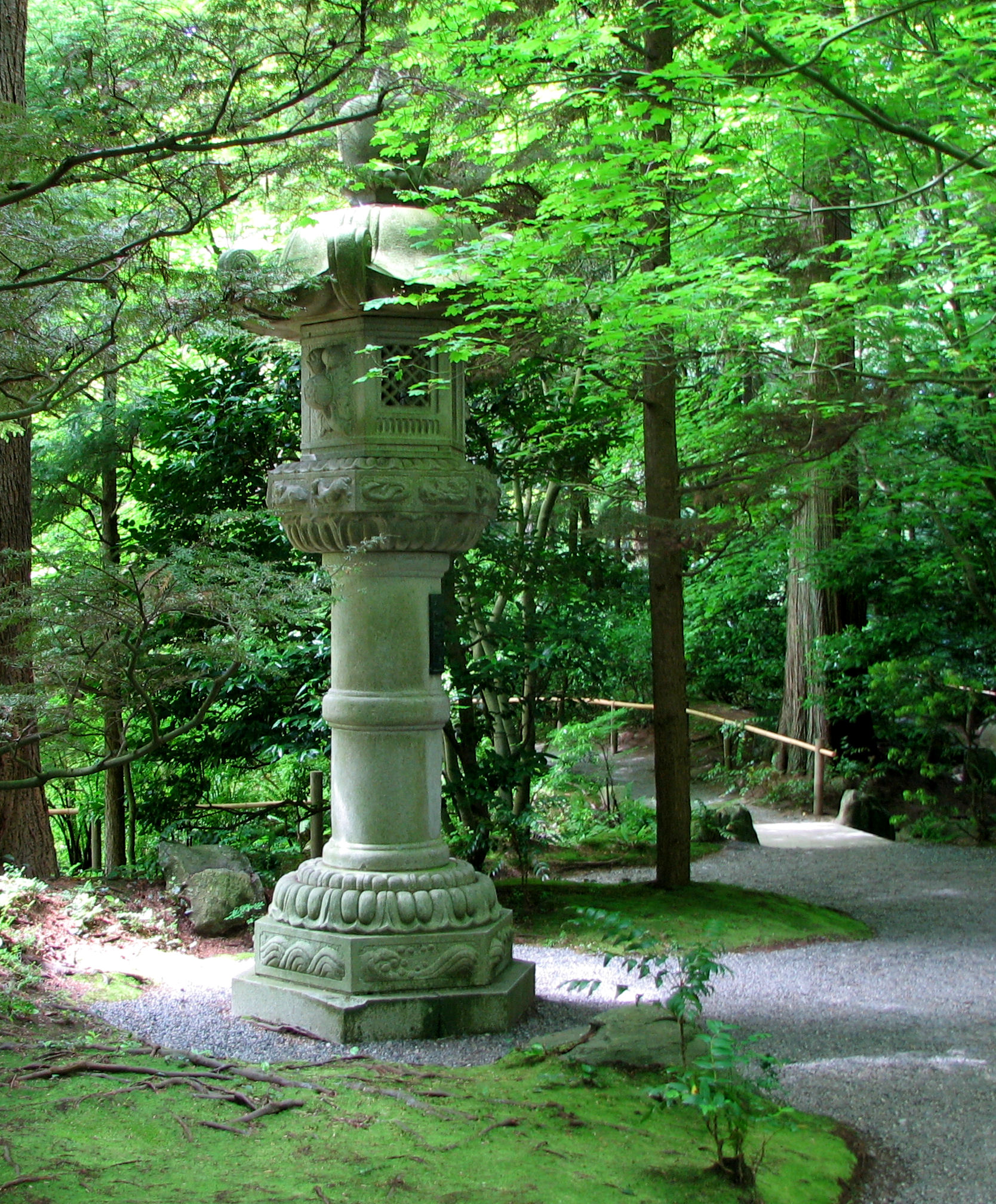
石灯籠
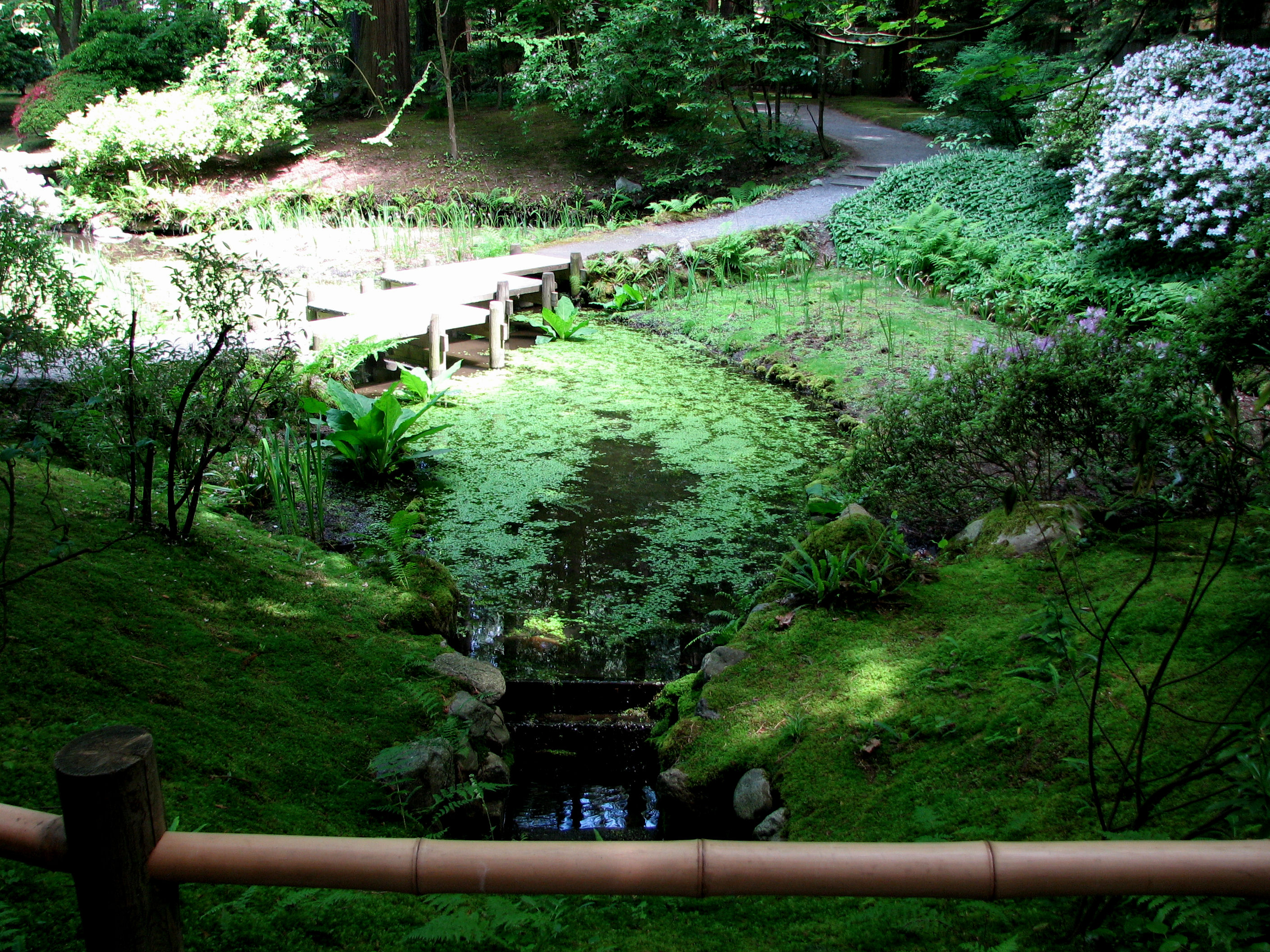
八つ橋。魔除けの意味があるとされる。

## 註
1. ↑  North America's Top 25 Japanese Gardens、米国の日本庭園専門誌『数寄屋リビング（ジャーナル・オブ・ジャパニーズ・ガーデニング）』が北米に所在する300箇所超の日本庭園から選んだ2004年の調査では第4位とされている。